# La canzone di Carla
La canzone di Carla (Carla's Song) è un film del 1996 diretto da Ken Loach.

## Trama
Glasgow (Scozia), 1987. Carla, profuga scappata dalla guerra che colpisce il Nicaragua tra Contras e Sandinisti, per vivere fa la ballerina di strada, racimolando qualche mancia dai passanti. Un giorno, salita su un autobus pubblico senza biglietto, viene scoperta da un controllore che la tratta duramente. In suo soccorso arriva George, l'autista dell'autobus, che riesce a farla fuggire.
George, impulsivo e trasgressivo, viene sospeso per una settimana dal lavoro per il suo comportamento. Durante questo tempo ritrova Carla, che all'inizio è diffidente ma alla fine accetta l'amicizia dell'uomo. George convince Carla a trasferirsi nella casa prestatagli da un suo amico. George in realtà è innamorato di Carla, tanto da rompere il fidanzamento con la donna che stava per sposare.
George, per fare colpo sulla donna, le prova tutte: ruba perfino un autobus per portarla in gita romantica su un lago. Fanno l'amore e lui vede le orrende cicatrici che deturpano la schiena di Carla. Qualcosa di oscuro aleggia su di lei che, disperata, tenta poco dopo il suicidio. George viene a sapere il dramma vissuto da Carla in Nicaragua, del suo amore per Antonio, che scriveva per lei appassionate canzoni d'amore.
George decide di seguire Carla in Nicaragua, dove la ragazza sente di dover tornare per affrontare il suo passato e scoprire che ne è stato di Antonio. Giunti in Nicaragua, George scopre un paese dilaniato dalla guerra, dove povertà, violenza e morte sono cose comuni che si contrappongono alla generosità e umanità della gente. Scopre inoltre il vero passato di Carla, militante sandinista, come quello del suo amore Antonio, che ora è detenuto dai Contras.
George si adatta alla vita dura del paese, sperando di conquistare Carla. Stringe amicizia con i militanti sandinisti e conosce Bradley (Scott Glenn), un americano ex agente della CIA. Questi, al corrente dei rapporti tra Contras e governo statunitense, ha deciso di sostenere la causa dei sandinisti e ha dato ospitalità ad Antonio che, dopo essere stato torturato dai Contras, è rimasto gravemente mutilato. All'inizio George non dice a Carla la verità su Antonio, e scopre pure che Carla e Antonio hanno una figlia.
George decide di dire tutto a Carla: di svelarle le condizioni di salute di Antonio, sperando che Carla e la bambina lo seguano in Scozia, ma Carla preferisce restare accanto ad Antonio e lottare per il Nicaragua.

## Produzione
Prima opera sceneggiata da Paul Laverty, che conosce bene le dinamiche del Sud America essendo stato diversi anni nei paesi centroamericani lavorando per una associazione umanitaria. Da questo momento diventerà lo sceneggiatore di tutti i film di Ken Loach.
Loach e Laverty raccontano la guerra che insanguina il Nicaragua negli anni '80, dopo la rivoluzione popolare sandinista, che vuole insediare nel paese un modello sociale ed economico marxista, che si contrappone ai contras, sovvenzionati, armati ed addestrati dalla Cia, Loach, non nasconde o maschera le proprie idea, sostenendo il movimento sandinista.
Negli Stati Uniti il film sostanzialmente, non venne distribuito, (vi fu una sola sala che lo proiettò, ma non vi fu una distribuzione vera e propria).

## Riconoscimenti
Il film fu presentato al Festival di Venezia e vinse il premio al Festival cinematografico dell'Avana per la regia di un film straniero con soggetto latinoamericano. Robert Carlyle per la sua interpretazione vinse nel 1998 il premio del London Critics Circle Film Awards.